# 天河公园站
天河公园站是广州地铁11号线、21号线以及未来13号线的换乘车站，亦是21号线的终点站之一，位于中国广东省廣州市天河区黄埔大道天府路口东北侧天河公园的地底，于2019年12月20日随21号线剩余段通车而启用，2024年12月28日随11号线开通而成为换乘车站。

## 车站结构
车站总建筑面积达7.8558万平方米，相当于2.3个公园前站、3.3个杨箕站；其中11/21号线车站全长415米、标准段宽53.1米，13号线车站全长283米、宽度34米，换乘节点处最大宽度90米。本站曾是广州地铁规模最大的地铁站，建成时亦号称为亚洲最大的地铁车站。

### 车站楼层
本站目前共有三層。地面為黄埔大道、天府路、员村二横路，天河公园、天河区政府及附近建築、地下一層為站厅，地下二層為11号线及21号线月台，地下三层为13号线月台。
| 地下一层 | 站厅                       | 售票機、客服中心、商店、警务室、安检设施 |              |              |
| 地下二层 | 2 站台                     | █11号线 内环方向（下站：员村）           |              |              |
|          | 岛式站台（卫生间、母婴室） |                                          |              |              |
|          | 4 站台                     | █21号线 终点站台                         |              |              |
|          | 3 站台                     | █21号线 增城广场方向（下站：棠东）       |              |              |
|          | 岛式站台（卫生间、母婴室） |                                          |              |              |
|          | 1 站台                     | █11号线 外环方向（下站：華景路）         |              |              |
|          |                            | 在建换乘平台                             |              |              |
| 地下三层 | 在建侧式站台               | 在建侧式站台                             | 在建侧式站台 | 在建侧式站台 |
|          |                            | 在建 █13号线                             |              |              |
|          | 在建岛式站台               |                                          |              |              |
|          |                            | 在建 █13号线                             |              |              |
|          | 在建侧式站台               |                                          |              |              |

### 站厅

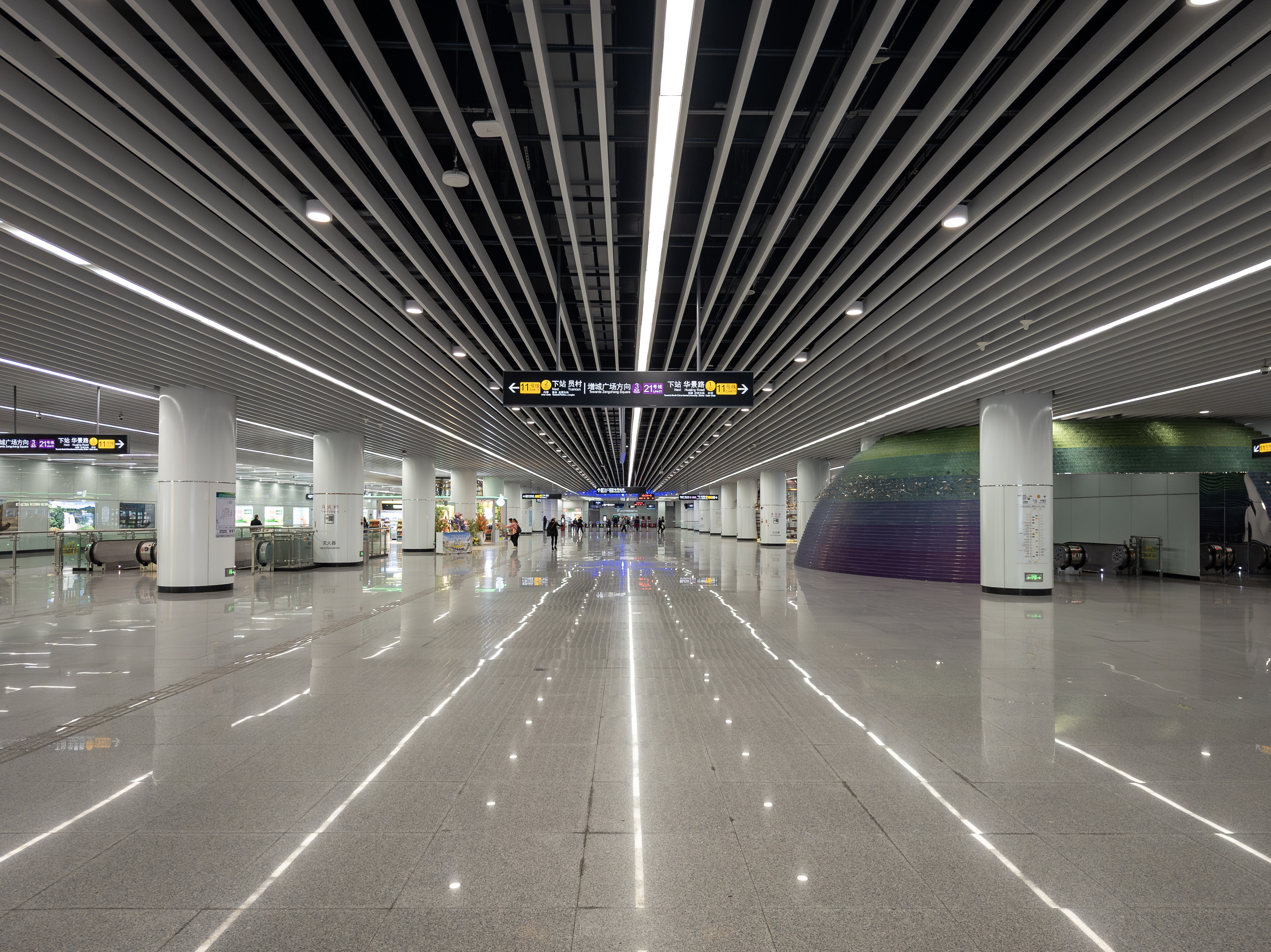
站厅

天河公园站站厅目前开放11/21号线车站部分，站厅設有自动售票機及智能客務中心，站厅非付费区南北两侧均设有商店。
為了方便乘客進出，目前站厅东侧大部分区域被划分为收费区，收费区内则分别各自设有1台专用电梯、扶手电梯以及楼梯供乘客往返各自方向的站台。

### 换乘
本站11号线与21号线之间采用順向跨月台换乘，乘客可以走到對面月台直接換乘另一列列車前往目的地（例如21號線抵站後換乘至11號線内环列车），或途經站厅換乘另一列列車前往目的地（例如21號線抵站後換乘至11號線外环列车）。

### 月台
本站11號線和21號線共用位於地下二層的双岛式站台，位於天河公園西側鄰近天府路地底。11号线使用外侧的1号和2号站台，21號線使用内側的3號和4號站台。两个岛式站台的北端均设有卫生间和母婴室。
站线配置方面，11號線和21號線站台北端设有一條单渡线，供21號線列车需要以本站為終點站调度時站前折返使用，同时在其附近另设有两条联络11号线及21号线的单渡线，21號線开通初期曾使用這兩條单渡线，以便駛入外側1、2號站台和借用11號線區間至員村站。而站台南端的21号线设交叉渡线供列车正常營運時站后折返使用。
13號線則在地下三層设有一組西班牙式站台，位於天河公園西南角的地底。同時13號線站台東北側，在天河公園人工湖的下方設有三条储车路轨，除了配置一组雙存車線外，该雙存車線的另一条线则延伸数百米成为双列位存车线。因本站将作为13號線二期開通時的臨時終點站，列车会通過該組存車線進行站前折返。
11号线和13号线的联络线亦设于本站东北象限处。

### 出入口
天河公园站目前设有4个出入口供乘客进出，其中B和E1出入口设有轮椅坡道、专用电梯和盲道。
|                                           |                                                       |      |            | |
|                                           |                                                       |      |            | |
| 编号                                      | 设施                                                  | 照片 | 出口指示   | 建议前往的目的地 |
| B                                         | 盲道标志 · 升降机标志 · 无障碍通道标志 · 扶手电梯标志 |      | 黄埔大道中 | 天府路、员村二横路、天河区工会职工服务中心、广州市员村工人文化宫、广州市第一一三中学（金融城东校区）、天河公园南门 公交：程界村站（西行） |
| E1                                        | 盲道标志 · 升降机标志 · 无障碍通道标志 · 扶手电梯标志 |      | 天府路     | 天河公园西门 |
| E2                                        |                                                       |      | 天府路     | 东方三路、天河区人民政府 公交：天府路（地铁天河公园站）（南行）                                                                           |
| F                                         | 扶手电梯标志                                          |      | 天府路     | 公交：天府路（地铁天河公园站）（北行） |
| 註： 設有 \| 設有 \| 設有 \| 設有扶手電梯 |                                                       |      |            | |

## 接驳交通
天河公园站旁设有程界村和天府路（地铁天河公园站）公交车站。
| 编号 | 编号 | 线路               | 线路 | 线路             | 收费 | 备注 |
| ---- | ---- | ------------------ | ---- | ---------------- | ---- | ---- |
|      | 194  | 华景新城（翰景路） | ⇆    | 宝岗大道         | 2元  |      |
|      | 239  | 华景新城（翰景路） | ⇆    | 南洲北路         | 2元  |      |
|      | 293  | 华景新城           | ⇆    | 广卫路           | 2元  |      |
|      | 771  | 车陂               | ⇆    | 东方二路         | 2元  |      |
|      | B8   | 宝岗大道           | ⇆    | 棠德花苑         | 2元  |      |
|      | B11  | 岑村               | ⇆    | 员村（美林花园） | 2元  |      |
|      | 夜36 | 芳村西塱           | ⇆    | 棠德花苑         | 4元  |      |

| 编号 | 编号                 | 线路                       | 线路                 | 线路                     | 收费                 | 备注                            |
| ---- | -------------------- | -------------------------- | -------------------- | ------------------------ | -------------------- | ------------------------------- |
|      | 28                   | 珠江嘉苑                   | ⇆                    | 琶洲塔公交总站           | 2元                  |                                 |
|      | 40                   | 东山（署前路）             | ⇆                    | 广医附属中医院           | 2元                  |                                 |
|      | 43                   | 已于2025年5月1日停办       | 已于2025年5月1日停办 | 已于2025年5月1日停办     | 已于2025年5月1日停办 | 已于2025年5月1日停办            |
|      | 44                   | 珠江医院                   | ⇆                    | 车陂                     | 3元                  |                                 |
|      | 137                  | 新洲码头                   | ⇆                    | 广州火车东站             | 2元                  |                                 |
|      | 140                  | 员村                       | ⇆                    | 元岗（远洋天骄）         | 2元                  |                                 |
|      | 218                  | 杨桃公园（美林湖畔）       | ⇆                    | 中科院化学所             | 2元                  |                                 |
|      | 239                  | 华景新城（翰景路）         | ⇆                    | 南洲北路                 | 2元                  |                                 |
|      | 243                  | 员村（美林花园）           | ⇆                    | 革新路（光大花园）       | 3元                  |                                 |
|      | 261                  | 大坦沙（市1中）            | ⇆                    | 鱼珠                     | 3元                  |                                 |
|      | 496                  | 科学城（揽月路）           | ⇆                    | 科韵路                   | 2元                  |                                 |
|      | 517                  | 天河公交场                 | ⇆                    | 石化路                   | 2元                  |                                 |
|      | 518                  | 站前路（西郊大厦）         | ⇆                    | 棠德花苑                 | 3元                  |                                 |
|      | 541                  | 汇景新城东                 | ⇆                    | 恒宝广场                 | 2元                  |                                 |
|      | 547                  | 奥体南路（优托邦）         | ⇆                    | 广州市儿童公园           | 2–3元                |                                 |
|      | 548                  | 大观路北（大观湿地公园）   | ⇆                    | 珠江泳场（海印公园）     | 3元                  |                                 |
|      | 550                  | 琶洲保利                   | ⇆                    | 东圃珠村                 | 2元                  |                                 |
|      | 562                  | 棠德花苑                   | ⇆                    | 香江野生动物世界         | 3元                  |                                 |
|      | 901A                 | 天河智慧城核心区（高唐）   | ⇆                    | 华成路（高德置地广场）   | 2元                  |                                 |
|      | 大学城专线4大学城4线 | 天平架                     | ⇆                    | 大学城（广大）           | 3元                  | 15分/班（寒暑假期间30–60分/班） |
|      | B11                  | 岑村                       | ⇆                    | 员村（美林花园）         | 2元                  |                                 |
|      | B15                  | 锦城花园（东风东）         | ⇆                    | 天河儿童公园北门         | 2元                  |                                 |
|      | B22                  | 五羊邨                     | ⇆                    | 广州科学城（长安村）     | 2元                  |                                 |
|      | 夜13                 | 梅东路                     | ⇆                    | 天河儿童公园北门         | 3元                  | B15路附属线路                   |
|      | 夜18                 | 广州火车站（草暖公园）     | ⇆                    | 员村                     | 3元                  |                                 |
|      | 夜27                 | 车陂                       | ⇆                    | 滘口客运站               | 4元                  | 124路附属线路                   |
|      | 夜39                 | 科韵路                     | ⇆                    | 恆寶廣場                 | 3元                  | 541路附属线路                   |
|      | 夜40                 | 琶洲大桥北（美林花园东门） | ⇆                    | 廣園新村                 | 3元                  | 284路附属线路                   |
|      | 夜93                 | 宝岗大道                   | ⇆                    | 大观路北（大观湿地公园） | 4元                  | 548路附属线路                   |

## 历史

### 規劃
2003年的地鐵規劃方案中，當時的14號線沿中山大道行走，途經天河公園東北角附近的上社，並設有車站。後來在2008年方案中，原14號線被拆分，位於天河公園的車站成為拆分重組的環線（8號線）和13號線的換乘站，位置亦移至天府路黃埔大道口，即公園西南角。車站亦因鄰近天河公園，而被直接命名為天河公園站。其後在2010年規劃中，環線改為完全新建，編號亦調整為11號線。車站成為11號線與13號線的其中一個換乘站。
2011年，從原4號線北延段脫胎而成的21號線亦從黃村站延長至本站，以接入11號線及13號線。車站因而成為三線換乘樞紐。
在21號線進一步設計時，考慮到21號線通車時，本站11號線和13號線仍未建成開通，令21號線抵達本站時成為「斷頭路」。故此讓21號線暫時借用11號線的本站至員村一段，令21號線可以與5號線交匯，更好地接入線網。待11號線全線建成前夕，再把該段拆離21號線，歸還給11號線運營。

### 选址及建设
在天河公园站选址的前期论证中，多个方案因对交通和市民影响较大而被地铁公司弃用。地铁公司曾考虑过将车站设置于天府路上，但除占用四条车道加两条人行道外，还要拆除天河区政府、南洋冠盛酒店、广昌楼、新力加油站共20万平方米面积的建築；而如果把车站设置于黄埔大道南侧员村二横路上，则需要完全占用员村二横路，同时还要拆除周边东璟花园、员村新村、员村工人文化宫等多個建築。虽然上述两个方案不会影响天河公园，但将在长达3年的施工期间，对周边道路、经营和市民生活出行造成极为严重的影响。
为了最大限度降低对周边的影响，天河公园站最终设置在天河公园内，并尽量选择将站址放在公园人流相对小的西南角。根据最终方案，地铁施工借用天河公园用地共8.0454万平方米，主要用于天河公园站、天河公园站－棠东站区间的隧道结构施工，以及施工所需的设备摆放和加工场地。施工期间，天河公园有四千余棵大树被挖走，园内景观湖用地亦有部分被占用。地铁公司表示将在施工完成后恢复园内绿地，并将迁回大部分树木。

#### 11号线、21号线
2018年7月31日，天河公园站主体结构封顶，为21号线最后一个封顶车站。2019年12月20日，车站随21号线剩余段开通而启用11/21号线车站部分。2021年4月19日，本站E2口启用。
因本站21號線部分率先啟用，在车站启用时，21號線先停靠外侧的1、2號站台，而內側的3、4號站台暂时用作备用站台。而外侧的两个站台在建设时直接建成一个能够容纳8节编组A型车（11号线使用车型）停靠的站台。由于21号线自身使用6节编组B型车，因此站台屏蔽门按照6B编组列车安装，多出来的长度则直接以玻璃板假墙暂时封闭。外侧站台及本站至員村站一段亦已預先安裝11號線所需的接觸網。2024年9月27日，外侧站台的玻璃板假墙开始围蔽并准备拆除。10月1日晚11时，拆解改造工程正式开始，外侧两个站台原有的6B编组屏蔽门和玻璃板假墙均被拆卸，並安装8A编组适用的屏蔽门；外侧站台及相关区间的第三轨被拆除，同时更换上11号线使用的信号系统。同月月底，站体改造工程完工，并完成三权移交。
同时，21号线南端终点站于启动拆解改造开始后的10月2日起正式缩短至本站，并改用本站內側的3、4號站台。2024年12月28日，11号线开通，外侧的1、2号站台恢复使用。

#### 13号线
2017年12月26日，本站13号线部分及站后折返线破土动工，标志着13号线二期正式拉开工程序幕。2019年3月，本站13号线部分开始第二阶段围蔽施工。2020年9月，车站及换乘通道的主体结构完成封顶。2025年7月，13号线部分完成“三权”移交。

### 疫情停运
广州市2022年年末疫情期间，本站曾受防疫措施影响，于11月26日至11月30日下午暂停服务。

## 未來發展

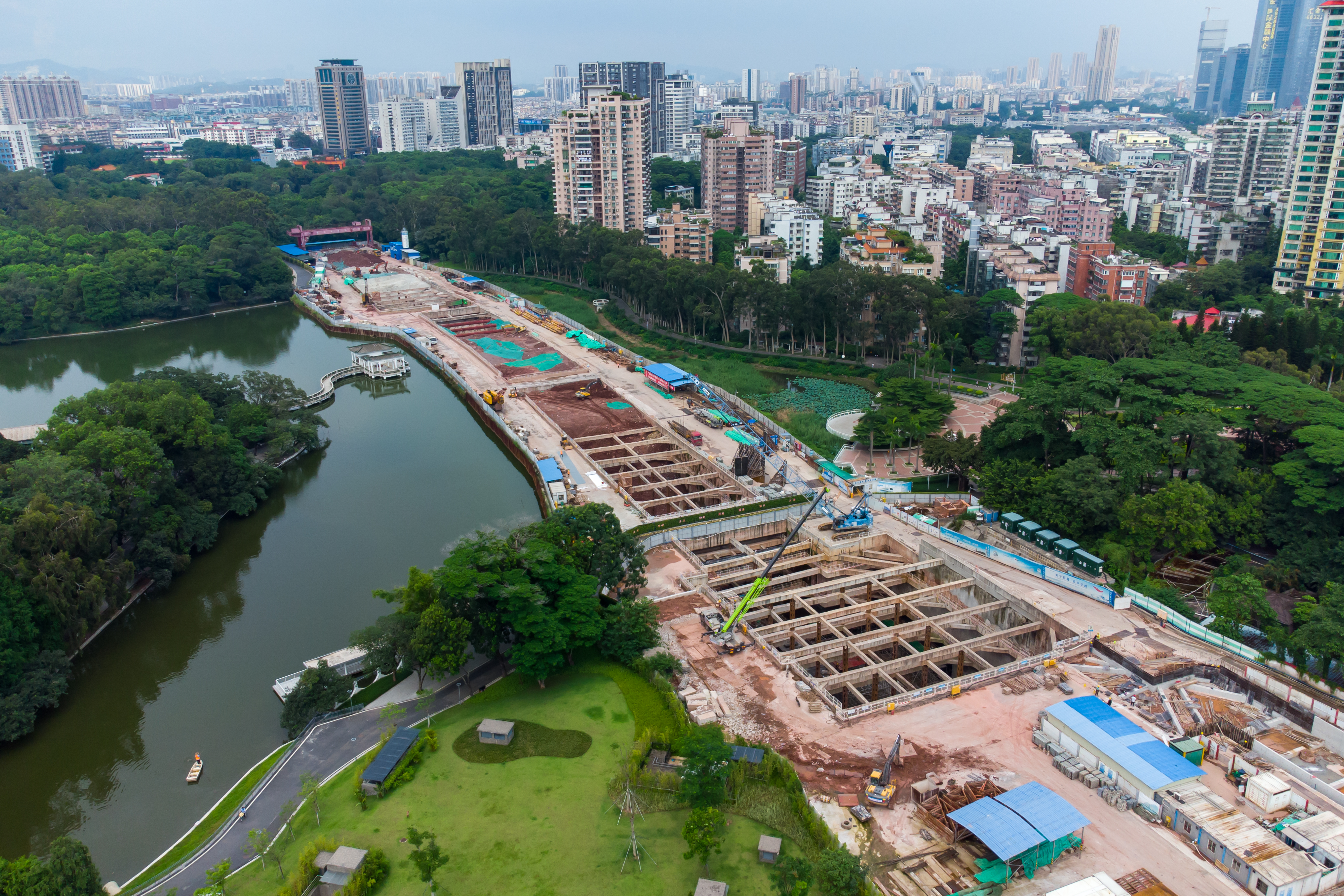
在建的天河公园站13号线部分（2022年7月）

13號線二期首通段開通後，天河公园站地下三層的預留站台以及上面的13号线站厅部分将會同步啟用。13号线站厅以“浩瀚天际，天河星雨”作为主题概念，用几何形式构建出灰色为主的基调，通过线性灯带勾勒出光影线条；并将星空图案作为主题元素，形成错落重叠的天花造型，与点状星光形成“浩瀚星空”的意境。
未来11號線、21號線可通過两个月台以南通往下层换乘平台的節點，前往13號線的島式月台，但13號線換乘至兩線只能通過站厅換乘。
未来車站結構
| 地下一层 | 站厅                           | 售票機、客服中心、商店、警务室、安检设施 |                    |                    |
| 地下二层 | 2 站台                         | █11号线 内环方向（下站：员村）           |                    |                    |
|          | 岛式站台（公共洗手间、母婴室） |                                          |                    |                    |
|          | 8 站台                         | █21号线 终点站台                         |                    |                    |
|          | 7 站台                         | █21号线 增城广场方向（下站：棠东）       |                    |                    |
|          | 岛式站台（公共洗手间、母婴室） |                                          |                    |                    |
|          | 1 站台                         | █11号线 外环方向（下站：華景路）         |                    |                    |
|          | 换乘平台                       | █11号线、█21号线 前往 █13号线 岛式站台   |                    |                    |
| 地下三层 | 6 站台                         | 侧式站台，仅供下车                       | 侧式站台，仅供下车 | 侧式站台，仅供下车 |
|          |                                | █13号线 朝阳方向（下站：白马岗）         |                    |                    |
|          | 4 站台 3 站台                  | 岛式站台，仅供上车                       | 岛式站台，仅供上车 | 岛式站台，仅供上车 |
|          |                                | █13号线 新沙方向（下站：棠下）           |                    |                    |
|          | 5 站台                         | 侧式站台，仅供下车                       | 侧式站台，仅供下车 | 侧式站台，仅供下车 |